# 7378 Herbertpalme
7378 Herbertpalme è un asteroide della fascia principale. Scoperto nel 1981, presenta un'orbita caratterizzata da un semiasse maggiore pari a 3,1407450 UA e da un'eccentricità di 0,1297746, inclinata di 1,30247° rispetto all'eclittica.